# 牛克成
牛克成（1961年—）或作牛克诚，男，汉族，辽宁抚顺人，中华人民共和国画家。现任中国艺术研究院国画院院长，研究员，博士生导师。第十三、十四届全国政协委员。